# Prosveta (editură din Serbia)
Prosveta (în sârbă Просвета) este o editură sârbă din Belgrad, înființată imediat după cel de-al Doilea Război Mondial, în anul 1945, ca succesoare și continuatoare a tradiției editurii Geca Kon, care a funcționat în perioada 1901-1941. În a doua jumătate a secolului al XX-lea a fost una dintre cele mai mari edituri din RSF Iugoslavia. Nu există nici un scriitor sârb important pe care Prosveta să nu-l fi publicat.
Prima carte publicată de Prosveta a fost romanul E un pod pe Drina... al lui Ivo Andrić, care a fost lansat în martie 1945. La câteva luni de la lansare acestui roman, editura Prosveta a publicat un alt roman al lui Andrić: Cronica din Travnik.
Prosveta a avut o rețea de librării foarte dezvoltată în orașele din Serbia și o duzină de librării la Belgrad.
La sfârșitul primului deceniu al secolului al XXI-lea editura Prosveta a fost privatizată.
Editura Prosveta a fost condusă, printre alții, de criticul literar Čedomir Mirković (1994-2000) și de scriitorul Jovan Janjić (2011-2013).

## Legături externe
- Prezentare oficială
- Faimoasa librărie „Danilo Kiš” intră în istorie („Večernje novosti”, 30 martie 2015)
- Prosveta: librăria „Danilo Kiš” trebuie evacuată până la sfârșitul lunii mai („Blic”, 13 mai 2015)